# Iso-Tylönen
Iso-Tylönen och Pikku-Tylönen är sjöar i Finland. De ligger i kommunen S:t Michel i landskapet Södra Savolax, i den södra delen av landet, 240 km nordost om huvudstaden Helsingfors. Iso-Tylönen ligger 107,1 meter över havet. Arean är 1,12 kvadratkilometer och strandlinjen är 9 kilometer lång. Sjön  ingår i Vuoksens huvudavrinningsområde.   De ligger vid sjön Hepojärvi.